# UNIVAC II
L’UNIVAC II est une version améliorée de l’UNIVAC I, livrée à l'Armée américaine en 1958 : la mémoire centrale était portée de 2 000 à 10 000 mots-machine. Il était équipé de lecteurs de bande magnétique UNISERVO II pouvant relire aussi bien les bandes métallisées de l'UNIVAC I que les nouvelles bandes magnétiques en polytéréphtalate d'éthylène, et l'unité centrale était en partie transistorisée. Il était par ailleurs entièrement compatible avec les programmes de l’UNIVAC I.
Les calculs étaient effectués en virgule fixe.

## Une mémoire compartimentée
Les utilisateurs se partageaient la mémoire magnétique centrale, d'une capacité de 2 000 à 24 000 chiffres. Cette mémoire était divisée en trois « plans » de 2×2 000 chiffres, une zone de 2 000 chiffres formant une « section ». Physiquement le bloc mémoire avait la forme d'un prisme rectangulaire de dimensions 18,5×25,5×32,4 cm.

## Un système sécurisé
Étant donné les impératifs militaires de fiabilité, chaque fois que c’était possible, on a assuré une redondance des registres et des autres circuits. Leur contenu était comparé périodiquement afin de détecter les dysfonctionnements et fautes de programmation très vite, et d’arrêter l’ordinateur pour reprendre les calculs. La cadence d'horloge des systèmes Univac était telle que les caractères comportent un nombre impair de battements. Certains étages de traitement stratégiques de l’Univac vérifiaient la parité du nombre de battements de chaque caractère, et sur indication d'un drapeau d’erreur, l’ordinateur s'arrêtait. Il y avait encore bien d’autres mécanismes de vérification des données : par exemple, l’adressage de zones mémoires inexistantes déclenchait un signal d’erreur. 
Outre le contrôle de parité des bits sur le bus rapide, un second étage vérifiait l’absence du mot binaire 1111....11 (all ones), proscrit par convention ; ce contrôle était encore effectué dès la lecture sur les bandes magnétiques, et juste avant l’écriture. Ces procédures de contrôle étaient intégrées au convertisseur carte perforée/bande magnétique et à l'imprimante en ligne.
Outre l'étage d'alimentation et l'étage redresseur, l’Univac était truffé de coupe-circuit pour isoler plus facilement les pannes électriques : en cas de rupture d’un fusible, un circuit à relais permettait de localiser l'étage responsable de la coupure, et un index permettait d'identifier le fusible à changer. Enfin, un voltmètre contrôlait tous les étages alimentés en courant continu, et déclenchait un signal d'alarme en cas de sortie du fuseau de tension sécuritaire.

## Source
La plupart des informations contenues dans cet article sont tirées de US Army, « BRL 1961, UNIVAC II », sur Ed Thelen's Nike Missile Web Site, p. 993 et suiv., qui est du domaine public en tant qu’œuvre originale du Gouvernement Fédéral des États-Unis (US Army). Il a été publié à l'origine sous le titre Martin H. Weik, A Third Survey of Domestic Electronic Digital Computing Systems, Rapport n°1115, Centre d'essais d'Aberdeen, Ballistic Research Laboratories, coll. « Department of the Army Project n°5803-06-002 », mars 1961.

## Voir également
- Liste des ordinateurs à tubes à vide
- UNIVAC II (PDF)
- Universal Automatic Computer Model II